# Mine Victoria (Espagne)
Pour les articles homonymes, voir Mine Victoria.
La mine Victòria fait partie du patrimoine de la commune d'Arres, proche de Bossòst, et est recensée dans le Recensement du patrimoine architectonique de Catalogne.

## Description
Gisement de minerai de blende, de zinc (galène et sphalérite) et de plomb, considéré comme le plus important de la vallée d'Aran, situé dans le secteur nord, dans le Notanha de Sasseuva, Pales e Paletes, proche de la limite de la commune de Bossòst Comme fréquemment, la mine Victòria se trouve écartée et à une altitude élevée (autour des 1500m), ce qui rendait l'exploitation plus difficile en obligeant les mineurs d'habiter en permanence dans la montagne en periode d'extraction La construction d'hébergements, de cantines et de dépôts (dans des ruines) restent témoins d'une grande activité, et du courage des hommes pour exploiter les richesses de leur terre .En croisant le ruisseau dels Melics on trouve cinq ouvertures de galeries, à différents niveaux, avec la situation des masses de minerai. Les quatre premières avec des murs de pierre, et la cinquième avec des planches et poutres, mais elles sont toutes aujourd'hui inondées et en ruine. L'extraction à la surface, après les travaux préalables de prospection se faisait en suivant des méthodes artisanales et mécaniques Les déversoirs existants démontrent que dans les premières mines les travaux de concentration se faisaient sur place. Près de la première galerie se conserve une maison (7 x 10 x 5m) avec le toit effondré. Deux bâtiments de mêmes caractéristiques sont unis par un corps central, entre la seconde et la troisième mine. Et entre la troisième et la quatrième, se trouve l'ancien bâtiment de machines Les restes de la gare supérieure avec une tour nous rappellent le transport du minerai par un téléphérique jusqu'à Bossost.

## Histoire
L'existence dès l'antiquité de mines de fer, de zinc, et de plomb argentifère sort mentionnés dans les premiers documents de la vallée. La mise en exploitation de ce gisement remonte au XVIIe siècle L'exploitation industrielle de la mine Victòria commence vraiment au milieu du XIXe siècle, et de façon plus intensive depuis 1907. avec surtout des capitaux français. Le gisement appartenait à un conglomérat formé des « mines de zinc de Bossost », et des « mines nouvelles du val d’Aran ». Elle passa aux mains de la « société des mines Victoria  » en 1910. On y travaillait toute l'année, et il devint le gisement le plus productif de la vallée, produisant jusqu'à 80 tonnes de minerai brut par jour en 1912. À cette époque le premier téléphérique fut remplacé par un câble et la laverie permettant de concentrer le minerai a été créée. Elle procurait du travail à 150 ouvriers
Après la Première Guerre mondiale on y poursuivit l'extraction de minerai, de 1923 jusqu'en 1936 avec la Société Vieille-Montagne Selon J.Bertrans en 1928. L'exportation de la production se faisait via Bossost vers la France (100.000 tonnes de minerai avec 50% de zinc). Les mines ont été fermées en 1953, malgré une tentative de reprise par le groupe Peñarroya, par manque de rentabilité.

## Musée
Aujourd'hui, le site peut se visiter.